# Erythrophaia eudoxia
Erythrophaia eudoxia là một loài bướm đêm trong họ Noctuidae.